# 洛马鼠海豚属
洛马鼠海豚属（学名：Lomacetus）是鼠海豚科下的一个属。

## 下属物种
本属包括以下物种：
- 洛马鼠海豚 Lomacetus ginsburgi Muizon, 1986